# Stephanus Hanewinkel
Stephanus Hanewinkel (oorspronkelijk: Hanewinckel) (Nuenen, 30 september 1766 - Ravenstein, 15 december 1856) was een Nederlandse predikant en een schrijver van reisverslagen.

## Biografie

### Afkomst
Hij was de zoon van Hermanus Christianus Hanewinkel, predikant te Nuenen, en Catharina Elisabeth Sluiter. Pero de Cassemajor was zijn overgrootvader. Op 21 oktober 1798 trouwde Hanewinkel te Aarle-Rixtel met Alida Johanna von Schmidt auf Altenstadt. Het echtpaar kreeg 14 kinderen.
De familie Hanewinkel bracht vele predikanten en schoolmeesters voort. Oorspronkelijk afkomstig uit het Hertogdom Bremen, vestigde zich ene Johannes Hanewinkel in Gemert, waar hij in 1654 predikant werd. Vele Hanewinkels zouden predikant worden in de Meierij van 's-Hertogenbosch, met name in Peelland.

### Predikant te Bakel en Aarle, Beek en Lieshout (1789-1798)
In 1789 werd Stephanus predikant te Bakel, maar in 1791 werd hij bevestigd in de Hervormde gemeente Aarle, Beek en Lieshout, die ongeveer overeenkwam met het huidige Laarbeek. In die tijd bewoonde hij de toenmalige predikantswoning - het huidige Huize Zonnety - te Aarle-Rixtel. Hanewinkel bood hier tijdens de Franse revolutie gastvrijheid aan de bekende Nederlandse patriot Herman Willem Daendels, de latere gouverneur-generaal van Nederlands-Indië.

### Predikant te Oost-Graftdijk en zijn reizen door de Meierij (1798-1802)
Van 1798 tot 1802 was hij predikant in Oost-Graftdijk. Omstreeks deze tijd schreef hij zijn reisverslagen over de Meierij, waarvan de twee delen van zijn Reize door de Majorij van 's-Hertogenbosch in den jaare 1798 wel de beruchtste waren. Want, ofschoon deze verslagen boeiende tijdsbeelden opleverden, liet hij zich wel bijzonder neerbuigend uit over de lokale bevolking, met name over de katholieken onder hen. Onder de Roomschen is volstrekt geen geleerdheid te vinden, zo schreef hij, wijl zij allen op den ellendigen Akademie van Leuven gestudeerd hebben. De Roomsche godsdienst bestempelde hij als bejammerenswaardig en de preken van de priesters allerrampzaligst. Hoe kon het ook anders, aangezien zij zoo dom waren als hunne leken. Een voorbeeld hiervan is zijn ontdekking over het in zijn ogen antiprotestants volksrijmpje over de Geuze Els. Dit rijmpje ving hij op bij de lokale bevolking tijdens zijn reis door Kempenland.
Hoewel een dergelijk relaas, aangevuld met opmerkingen over achterlijk bijgeloof en armoede, zeker een aantal hardnekkige vooroordelen gevoed heeft, schreef Hanewinkel daarna onder schuilnaam een derde boek over de Meierij. Dit werk, met de Gedachten over de Meierij van 's-Hertogenbosch en derzelver inwoners bij het begin der negentiende eeuw, geschreven door eenen Meierijenaar, was evenwichtiger van toon en geschreven als een commentaar op zijn eerdere werk. In 1807 werd onthuld dat Stephanus Hanewinkel ook hiervan de auteur was.

### Laatste jaren als predikant en schrijver (1802-1856)
Ondertussen was hij toch weer naar het zuiden verhuisd, want in 1802 aanvaardde hij het predikantenambt in Vierlingsbeek, waar hij bleef tot 1811. Vervolgens vertrok hij naar Warns en Scharl, om daar dominee te worden, en in 1818 werd hij beroepen in Ravenstein, waar hij tot 1841 werkzaam was, maar tot zijn dood bleef wonen.
Naast genoemde boeken publiceerde Hanewinkel, soms onder de schuilnaam Philaletes, over andere onderwerpen, zoals archeologie, en daarnaast ook religieus getinte werken zoals het Zedekundig Handboek voor den militairen stand en het Handboek voor zeelieden.